# Skupá
Skupá (dříve Skupay) je malá vesnice, část městyse Slabce v okrese Rakovník ve Středočeském kraji. Leží asi devět kilometrů jižně od Rakovníka.

## Historie
První písemná zmínka o vesnici pochází z roku 1363, kdy Čeněk ze Mšeného prodal krakovské panství včetně Skupé Janovi, levobočkovi falckého kurfiřta Rudolfa II. Václav Kočka bez opory v historických pramenech uvedl, že vesnici už v roce 1335 získal Hynek z Krakova. Po založení Krakovce se Skupá stala jádrem hradního panství.
Za třicetileté války byla ves téměř celá vypálena.
Obec má pravidelnou náves rozdělenou potokem. Na ní stojí zděná kaple se zvoničkou z 19. století. Ve vesnici jsou roubené chalupy čp. 4, 8 a 20.

## Obyvatelstvo
| Rok            | 1869 | 1880 | 1890 | 1900 | 1910 | 1921 | 1930 | 1950 | 1961 | 1970 | 1980 | 1991 | 2001 | 2011 | 2021 |
| -------------- | ---- | ---- | ---- | ---- | ---- | ---- | ---- | ---- | ---- | ---- | ---- | ---- | ---- | ---- | ---- |
| Počet obyvatel | 257  | 222  | 243  | 217  | 208  | 235  | 190  | 136  | 104  | 90   | 67   | 54   | 52   | 40   | 38   |
| Počet domů     | 40   | 42   | 43   | 43   | 44   | 45   | 46   | 45   | 36   | 32   | 24   | 31   | 32   | 32   | 33   |

## Obecní správa
Při sčítání lidu v letech 1850–1878 Skupá byla osadou městyse Slabce v okrese Rakovník. V letech 1878–1979 byla samostatnou obcí v okrese Rakovník. Od 1. ledna 1980 je opět částí městyse Slabce v okrese Rakovník.

## Pamětihodnosti
- Zděná kaple se zvoničkou z 19. století
- Pomník padlým byl postaven roku 1931 péčí agrárního dorostu, místního hasičského sboru a celé obce. Slavnostní odhalení pomníku 17. května 1931 se zúčastnilo více než tisíc lidí. Řečníkem byl okresní školní inspektor Jan Maloch a vystoupil zpěvácký spolek ze Slabec pod vedením ředitele školy Josefa Fišera.
- Kříž u cesty do Malých Slabcí je na tomto místě uveden už v prvním vojenském mapování. Vznik kříže v současné podobě souvisí pravděpodobně se založením osady Malé (Německé) Slabce Václavem Hildprantem v letech 1786–1787. Tomu nasvědčuje méně známé pojmenování kříže Hildprandt-Kreuz.[9] Podle pověsti původně stál na tomto místě dřevěný kříž, který měl dát postavit krutý správce slabeckého panství jako pokání za smrt dívky ze Skupé, kterou svou krutostí dohnal k sebevraždě. Kříž stojí na místě tůně, kde se utopila. Přízrak krutého správce prý dodnes v ohnivém kočáru každou noc přijíždí k vysokému sloupu s železným křížem, aby se u kříže modlil za odpuštění svých hříchů, především smrt dívky Aničky, kterou dohnal k sebevraždě.[10]